# Пистолет Лангенхана
Пистолет Лангенхана, официально известный как FL Selbstlader Cal. 7,65 — немецкий самозарядный пистолет, разработанный Фридрихом Лангеханом и использовавшийся немецкими военными и полицией во время Первой мировой войны. Конструкция пистолета аналогична конструкции FN M1900. Всего было выпущено около 55.000 пистолетов.

## История
Пистолет был разработан Фридрихом Лангенханом из города Целла-Мелис. Производился с 1914 по 1917 год. Данные пистолеты использовались немецкой армией с 1915 года до неизвестной даты, а также немецкой полицией после Первой мировой войны. Было выпущено около 55.000 штук, из которых приличное количество всё ещё существует.

## Описание
Пистолет Лангенхана представлял собой простой самозарядный пистолет со свободным затвором, питаемый однорядным съёмным коробчатым магазином на восемь патронов, хранящимся в рукоятке. Пистолет представляет собой практически точную копию FN M1900. Возвратная пружина затвора расположена чуть выше ствола. Патроны выбрасываются справа от оружия. Затвор удерживался только одним винтом, который имеет тенденцию изнашиваться и расшатываться при непрерывной стрельбе. Если это останется незамеченным, затвор может отлететь от пистолета и ударить стрелка, возможно, ранив его.

## Страны-эксплуатанты
- Германская империя - использовался армией и полицией.[4]